# Diochlistus mitis
Diochlistus mitis är en tvåvingeart som beskrevs av Gerstaecker 1868. Diochlistus mitis ingår i släktet Diochlistus och familjen Mydidae. Inga underarter finns listade i Catalogue of Life.